# Fotbal Club FCSB
O Fotbal Club FCSB, anteriormente conhecido e ainda chamado muita vezes de FC Steaua București, é um clube de futebol sediado em Bucareste, na Romênia. Disputa o Campeonato Romeno desde o ano de sua fundação em 1947. O clube é de uma forma geral o maior vencedor do futebol romeno, já que é o maior campeão do Campeonato Romeno, da Copa da Roménia e da Supercopa da Roménia. Seu maior título é a Liga dos Campeões da UEFA de 1985–86, que destacou a sua trajetória vitoriosa na maior competição europeia. 

## História

Gheorghe Constantin, um dos maiores ídolos da história do Steaua Bucareste.

Em 7 de junho de 1947, por iniciativa de vários oficiais da Casa Real Romana, foi fundado o primeiro clube esportivo da armada mediante um decreto assinado pelo general Mihail Lascăr.
No início, o clube recebeu o nome de ASA Bucarest e contava com sete seções esportivas, incluindo o futebol, que era dirigido pelo treinador Coloman Braun-Bogdan. Em 1948, mediante a ordem 289 do Ministério da Defesa Nacional, el ASA mudou seu nome para CSCA.
No ano seguinte, o clube conquistou seu primeiro título, a Copa da Romênia, derrotando na final o CSU Cluj por 2 a 1. Após mudar o seu nome para CCA em 1950, o clube ganhou seus primeiros títulos de liga nos anos de 1951, 1952 e 1953, conseguindo além disso a Copa nas temporadas de 1951 e 1952.
Durante este período o CCA recebeu o apelido de "Echipă de aur" (Equipe de ouro).
Em 1956, em uma partida contra a  Iugoslávia, disputada em Belgrado, a Seleção Romena esteve composta exclusivamente por jogadores do CCA, resultando com a vitória do combinado romano por 1 a 0. Nesse mesmo ano, o CCA, dirigido por Ilie Savu, foi o primeiro clube da Roménia a fazer uma excursão pela Inglaterra, na qual obteve notáveis resultados diante de oponentes como Luton Town FC, Arsenal FC, Sheffield Wednesday FC e Wolverhampton Wanderers.
No final de 1961, o CCA modificou seu nome definitivamente para CSA Steaua, a forma romana para estrela, fazendo referência a presença, assim como outras equipes ligadas as forças armadas no Leste europeu, de uma estrela vermelha em seu escudo. Durante as duas décadas seguintes o Steaua obteve resultados irregulares, alcançando unicamente os títulos de liga nas temporadas 1967–68, 1975–76 e 1977–78. Todavia se consagrou campeão da Copa da Romênia em 9 ocasiões, recebendo o apelido de Specialistă a Cupei (Especialistas da Copa). Neste período o clube inaugurou además o Stadionul Ghencea com uma partida amistosa contra o OFK Belgrado, em 9 de abril de 1974. Até aquela data, o Steaua havia jogado como mandante en algum dos dois maiores estádios multiesportivos de Bucareste, Republicii e 23 de agosto.
Sob a condução técnica dos treinadores Emerich Jenei e Anghel Iordănescu, o Steaua realizou uma inesperada temporada 1984-85 ao consagrar-se campeão da liga após seis anos. Na temporada seguinte, o clube se tornou a primeira equipe romana a chegar a final da UEFA Champions League, em que enfrentou o Fútbol Club Barcelona e, após empatar sem gols durante 120 minutos, o Steaua venceu por 2 a 0  nas cobranças de pênalti, definição em que se destacou o goleiro Helmuth Ducadam, que conseguiu defender as quatro penalidades cobradas pela equipe catalã. Deste modo, o Steaua foi o primeiro clube do Leste europeu a conquistar o principal título continental. Além disso, em 1986 o Steaua ganhou a Supercopa Européia, vencendo o Dinamo de Kiev.
Durante o resto da década de 1980, o Steaua continuou realizando boas campanhas de âmbito internacional, alcançando as semifinais da Liga dos Campeões da UEFA, na temporada 1987-88 e a final en 1989, em que perdeu para o AC Milan por 4 a 0. No entanto, a equipe conquistou outros quatro campeonatos nacionais (1985–86, 1986–87, 1987–88, 1988–89) e quatro copas nacionais (1984–85, 1986–87, 1987–88 , 1988–89).
Além disso, desde junho de 1986 a setembro de 1989, o clube permaneceu invicto por 104 jogos consecutivos pelo campeonato romeno, estabelecendo deste modo um recorde mundial que só foi superado em 1994 pelo ASEC Abidjan da Costa do Marfim, apesar de ainda ser a maior invencibilidade de algum clube europeu.
Com a abertura econômica que trouxe consigo a Revolução Romena de 1989, vários jogadores que haviam brilhado no Steaua durante os anos 1980 migraram em direção a outros clubes do ocidente. Todavia, o clube se recuperou rapidamente e ganhou seis campeonatos de forma consecutiva entre as temporadas 1992-93 e 1997-98, igualando deste modo o que fez o Chinezul Timişoara na década de 1920, além de outras três Copas da Roménia nas temporadas 1995-96, 1996-97 e 1998-99.
A nível internacional, alcançou a fase de grupos da Liga dos Campeões da UEFA em três ocasiões entre 1994-95 e 1996-97, sendo, na época, o único clube romeno a participar desta competição.

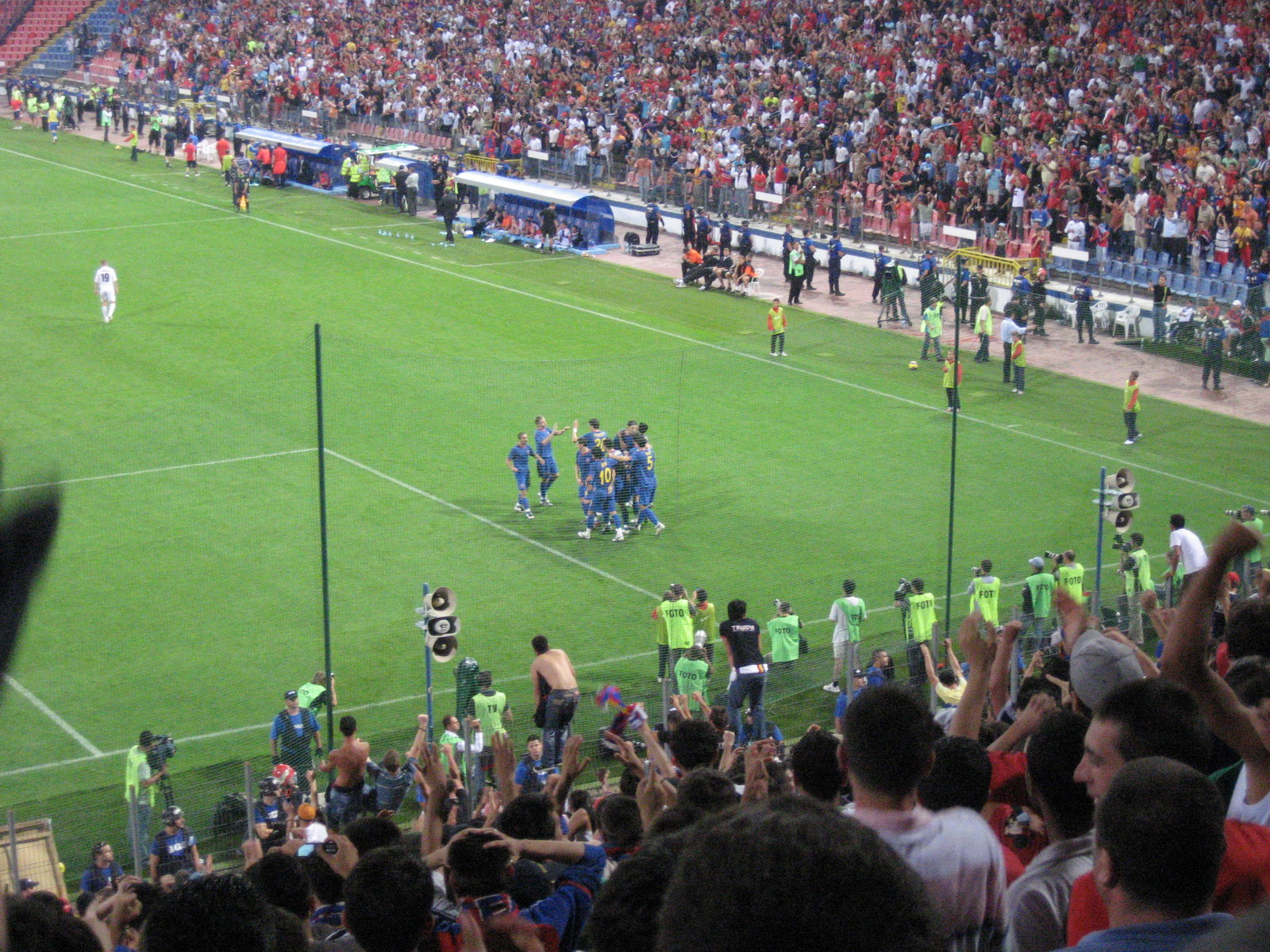
Steaua celebra um gol contra o Zagłębie Lubin pela fase de qualificação da Liga dos Campeões da UEFA de 2007-08.

Em 1998, o clube de futebol se desligou completamente do CSA Steaua, mudando o nome para FC Steaua Bucarest e passando a ser administrado pelo empresário Viorel Păunescu.
Todavia, a administração de Păunescu obteve pobres resultados e em pouco tempo o clube se encontrou afundado em dívidas.
Para solucionar isto, se ofereceu, o também empresário, George Becali ao posto de vice-presidente, na espera de que este investiria no clube. Em 2002, Becali tornou-se o acionista majoritário e transformou o clube em uma companhia pública em janeiro de 2003.
Por causa de seu caráter controverso, a maior parte dos aficionados do Steaua se mostraram contrários a Becali.
A nível esportivo, o clube conseguiu se classificar para a fase de grupos da Copa da UEFA de 2004-05, sendo a primeira equipe romana a integrar o quadro final de uma competição europeia desde 1993. Na temporada seguinte conseguiu avançar até as semifinais da Copa da UEFA, onde foi derrotado pelo Middlesbrough FC, com um gol no último minuto, além de se classificar para a Liga dos Campeões da UEFA após dez anos.
Na temporada 2007-08 o Steaua conseguiu se classificar para a fase de grupos da Liga de Campeões. Em plano local, conquistou dois novos títulos da liga em 2004-05 e 2005-06 e a Supercopa da Romênia em 2006, este o título de número 50 de sua história.
Depois que o Ministério da Defesa Nacional processou o FC Steaua Bucureşti em 2011 alegando que o exército da Romênia era o legítimo dono do logotipo, cores, honras e nome Steaua, o Comitê Executivo da Federação Romena de Futebol aprovou um pedido para modificar o nome do clube de SC Fotbal Club Steaua Bucureşti SA para SC Fotbal Club FCSB SA em 30 de março de 2017, após mais sentenças judiciais. A CSA Steaua București, agora sob o comando do exército romeno, refundou seu departamento de futebol no verão do mesmo ano, a princípio substituindo o clube. No entanto, o dono Becali anunciou que seu time manteria as honras originais e o coeficiente da UEFA, e também esperava recuperar o nome no futuro próximo.

## Rivalidades
O rival tradicional do Steaua é o Dinamo Bucureşti, com quem disputa o denominado Marele Derby (O Grande Derbi). Esta rivalidade constitui o clássico mais importante do futebol romeno nos últimos 60 anos, posto que tanto o Steaua como o Dinamo são dois dos mais populares e vencedores clubes do país. Juntos ganharam 44 títulos da liga romena (26 do Steaua e 18 do Dinamo), ganhando 23 das últimas 26 temporadas.
Tradicionalmente o Marele Derby foi visto como o confronto entre o Ministério da Defesa e o Ministério de Assuntos Internos, pois estes comandavam, respectivamente, Steaua e Dinamo.
Desde meados da década de 1990, frequentemente ocorreram confrontos violentos entre torcedores de ambos os clubes tanto dentro como fora do estádio. Um dos momentos mais graves  aconteceu momentos antes de uma partida em 1997, quando torcedores do Dinamo incendiaram o setor sul, onde haviam sido alocados, no Stadionul Ghencea.
Por outro lado, o Steaua mantém uma forte rivalidade com o Rapid Bucureşti, e nas partidas entre as duas equipes, assim como contra o Dinamo, ocorreram graves incidentes entre os torcedores de ambos os clubes. A rivalidade ainda ganhou mais força depois que o Steaua eliminou o Rapid nas quartas-de-final da Copa da UEFA de 2005-06.

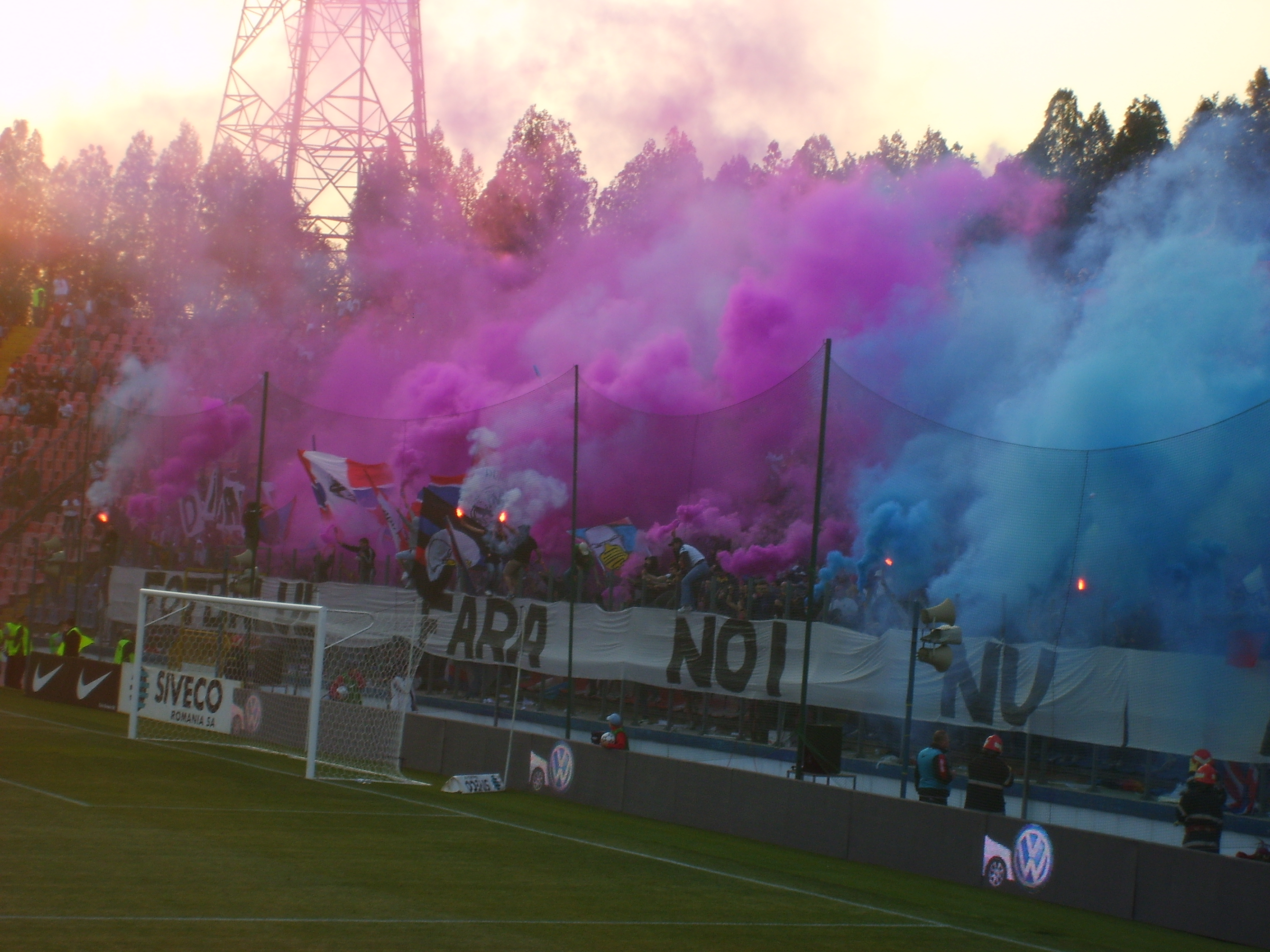
Torcedores do Steaua durante o Marele Derby
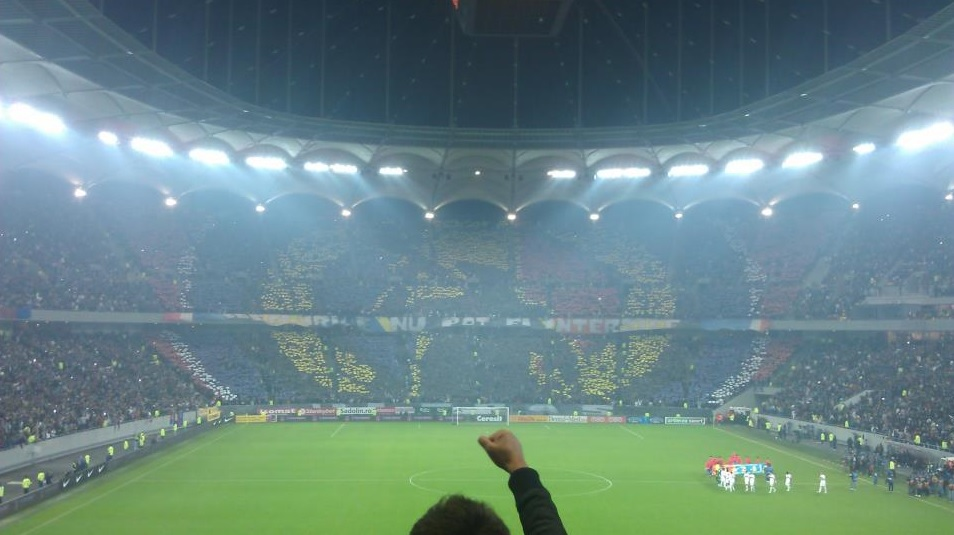
Coreografia da torcida durante o Marele Derby (49.112 espectadores).
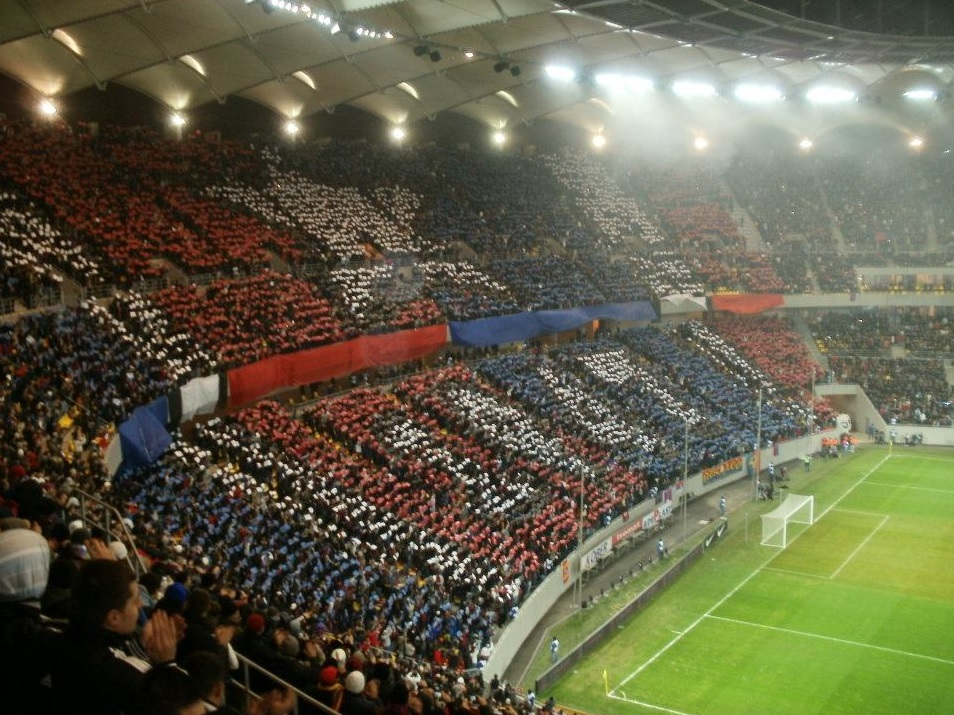
Coreografia da torcida Peluza Nord (1947). Partida entre Steaua Bucureşti vs AEK Larnaca.

## Elenco atual
Última atualização: 12 de janeiro de 2020.
Legenda
- : Capitão
- : Jogador lesionado/contundido
- : Jogador suspenso

## Escudo

Escudo utilizado na década de 80.

No momento da fundação do ASA Bucarest, em 7 de junho de 1947, o clube não contava com um escudo ou insígnia oficial. Quando o governo comunista assumiu o controle total da Roménia, em 30 de dezembro de 1947, a Armada Real se transformou na Armada Popular da Roménia e o ASA passou a ser administrado por esta última.
Inspirado pelo Exército Vermelho, o novo ministro de defesa decidiu criar um emblema para o clube, junto com a mudança de nome para CSCA, o qual consistia em uma letra A inscrita em uma estrela vermelha (símbolo do Exército Vermelho) sobre um fundo circular azul.
Dois anos mais tarde, a mudança de nome do clube para CCA trouxe consigo um novo emblema, o qual consistia em uma estrela vermelha, com as iniciais CCA gravadas em seu interior, rodeada por uma coroa de louros. Com a mudança de nome definitiva do clube a Steaua em 1961, o emblema foi novamente modificado, optando-se por um escudo que estava constituído por um fundo com listras vermelhas e azuis com uma estrela dourada no centro, a fim de simbolizar as cores da bandeira da Roménia. Este emblema foi mantido até 1974, ano em que foi redesenhado, uma vez que a equipe se transferiu para o Stadionul Ghencea.
Após a Revolução Romena de 1989, em 1991 a Armada decidiu romper todos os vínculos que a uniam ao antigo regime comunista e para isto o CSA Steaua mudou pela última vez seu emblema incluindo a imagem de uma águia, a qual também está presente no escudo de armas do Ministério da Defesa e no brasão de armas da Romênia. Quando o FC Steaua se separou formalmente da sociedade esportiva em 1998, o clube adicionou duas estrelas amarelas sobre o escudo do CSA Steaua em referência aos 20 títulos do Campeonato Romeno conquistados, junto com a especificação Fotbal Club.
Em 2003, a direção do clube, dirigida por George Becali, decidiu retornar ao emblema utilizado entre 1974 e 1991, porém mantendo as duas estrelas amarelas na parte superior.

## Uniforme e cores
Durante sua primeira temporada, 1947-48, o uniforme do clube buscou representar as cores da bandeira da Roménia, ou seja, camiseta com listras verticais vermelhas e amarelas e calção azul. No começo da temporada seguinte, e após a mudança de denominação da Armada Real para Armada Popular de Rumania, o amarelo foi gradualmente deixado de lado, até chegar as cores oficiais que acompanham o clube até a atualidade: o vermelho e o azul.
Apesar disso, ao longo de sua história, o Steaua nunca teve um modelo de uniforme definitivo, comumente este consistiu em uma camiseta vermelha, calção azul e meias vermelhas. Contudo, existiram várias variações, entre as que se contam uniformes totalmente vermelhos, totalmente azuis e camisetas com listras verticais vermelhas e azuis durante os anos 1960 e 1970.
Outras combinações de cores foram raramente utilizadas, entre estas exceções estão o uniforme totalmente branco utilizado, por uma única vez em sua história, na final da Liga dos Campeões da UEFA de 1985-86, o uniforme alternativo amarelo e vermelho utilizado na temporada 1999-00 e o terceiro uniforme amarelo e preto usado na temporada 2005-06.
O uniforme titular da temporada 2007-08, igual ao utilizado na temporada anterior, consistiu em uma camiseta listrada vermelha e azul e calção e meias vermelhas, enquanto que o uniforme alternativo foi totalmente azul.
Como curiosisdade, cabe dizer que o Steaua foi o primeiro clube romeno a incluir como patrocinador em sua camiseta uma empresa ocidental, Ford, em 1988.

## Títulos
| CONTINENTAIS | CONTINENTAIS                       | CONTINENTAIS | CONTINENTAIS |
|              | Competição                         | Títulos      | Temporadas |
| ------------ | ---------------------------------- | ------------ | --- |
|              | Liga dos Campeões da UEFA          | 1            | 1985–86 |
|              | Supercopa da UEFA                  | 1            | 1986 |
| NACIONAIS    |                                    |              | |
|              | Competição                         | Títulos      | Temporadas |
|              | Campeonato Romeno Recordista       | 28           | 1951, 1952, 1953, 1956, 1959–60, 1960–61, 1967–68, 1975–76, 1977–78, 1984–85, 1985–86, 1986–87, 1987–88, 1988-89, 1992–93, 1993–94, 1994–95, 1995–96, 1996–97, 1997–98, 2000–01, 2004–05, 2005–06, 2012–13, 2013–14, 2014–15, 2023–24, 2024-25 |
|              | Copa da Romênia Recordista         | 22           | 1948–49, 1950, 1951, 1952, 1955, 1961–62, 1965–66, 1966–67, 1968–69, 1969–70, 1970–71, 1975–76, 1978–79, 1984–85, 1986–87, 1987–88, 1988–89, 1991–92, 1995–96, 1996–97, 1998–99, 2010–11 e 2014–15                                             |
|              | Supercopa da Romênia Recordista    | 7            | 1994, 1995, 1998, 2001, 2006, 2013 e 2024 |
|              | Copa da Liga da Romênia Recordista | 2            | 2014-15 e 2015-16 |

## Treinadores
| - Coloman Braun-Bogdan (1948) - Colea Vâlcov (1948-1949) - Francisc Ronnay (1950) - Gheorghe Popescu (1951-1953) - Francisc Ronnay (1953-1954) - Ilie Savu (1954-1955) - Ştefan Dobay (1956) - Ilie Savu (1958) - Angelo Niculescu (1958) - Gheorghe Popescu (1958-1960) - Ştefan Onisie (1960-1961) - Eugen Mladin (1961) - Gheorghe Popescu (1962) - Ştefan Onisie (1962-1963) - Gheorghe Ola (1963-1964) - Ilie Savu (1964-1967) - Ştefan Kovács (1967-1970) - Ştefan Onisie (1970-1971) - Valentin Stănescu (1971-1972) - Gheorghe Constantin (1972-1973) - Constantin Teaşcă (1974-1975) - Emerich Jenei (1975-1978) | - Gheorghe Constantin (1978-1981) - Traian Ionescu (1981) - Constantin Cernăianu (1981-1983) - Emerich Jenei (1983-1984) - Florin Halagian (1984) - Emerich Jenei (1984-1986) - Anghel Iordănescu (1986-1990) - Costică Ştefănescu (1990) - Bujor Hălmageanu (1991) - Emerich Jenei (1991) - Victor Piţurcă (1992) - Anghel Iordănescu (1992-1993) - Emerich Jenei (1993-1994) - Dumitru Dumitriu (1994-1997) - Mihai Stoichiţă (1997-1998) - Emerich Jenei (1998-2000) - Victor Piţurcă (2000-2002) - Cosmin Olăroiu (2002) - Victor Piţurcă (2002-2004) - Walter Zenga (2004-2005) - Dumitru Dumitriu (2005) - Oleg Protasov (2005-2006) | - Cosmin Olăroiu (2006-2007) - Gheorghe Hagi (2007) - Massimo Pedrazzini (2007) - Marius Lăcătuş (2007-2008) - Dorinel Munteanu (2008) - Cristiano Bergodi (2009) - Mihai Stoichiță (2009-2010) - Victor Piţurcă (2010) - Ilie Dumitrescu (2010) - Marius Lăcătuş (2010-2011) - Sorin Cârțu (2011) - Ronny Levy (2011) - Ilie Stan (2011-2012) - Mihai Stoichiță (2012) - Laurențiu Reghecampf (2012-2014) - Constantin Gâlcă (2014–) |